# Двор Велики Табор
Двор Велики Табор један је од најзначајнијих културно-историјских споменика у Републици Хрватској, због својих очуваних грађевинско-архитектонских вредности. А њих чини градско језгро Великог Табора, у коме доминирају готичке и ренесасне стилске карактеристика, које са спољашње стране окружује одбрамбени прстен с ренесансним бастионом и бујна вегеетација.
Око датирања Великог Табора у литератури постоје различита мишљења и тумачења. Главни део градње ренесансног стила према претпоставкама датира из 16. века, а накнадне интервенције барокног стила довршавале су његов развој. Међутим према архитектонским облицима, техници грађења и начину фортификације сматра се да овај комплекс потиче из друге половице 15. века, да би потом два века касније ово средњовековно утврђење претварено је у дворац, у 17. и 18. веку, уз очување касноготичких облика и архитектонске композиције. Највећи број грађевинских радова везује се за племићку породицу Раткај која је била у поседу Двора од почетка 16, века до 1793. године,
Велики Табор је током 500 година постојања променио је многе славне господаре: грофове Цељски (који су га први поседовали Двор као Владари грофовије Цеље од 1341. до 1456. године.), Матију Корвина (1458—1490) и Иваниша Корвина (1473—1504), породицу Раткај и познатог хрватског сликара Отона Ивековића.
У протеклих неколико десетина година у склопу дворског комплекса обављена су бројна истраживања, која су донела нова сазнања али и омогућила обнову овог здања чија је II. фаза обнове, захваљујући финанцијској подршци Министарства културе Републике Хрватске, окончана 2011. године. У трећој фази, која је у току, наставиће се са уређењем унутрашњости кула и музејске поставке у просторијама.

## Значај и заштита
Великотаборски комплекс који су осмислили и саградили средњовековни градитељи већ више векова доминира загорским крајем јер се његова архитектура заправо стопила с околном природом чинећи јединствену слику о Великом Табору као једном од најпрепознатљивијих делова културног идентитета не само Хрватског Загорја већ и Хрватске и шире.
Двор Велики Табор као један од најзначајнијих културно-историјских споменика под заштитом Републике Хрватске, управо због својих очуваних грађевинско-архитектонских вредности, проглашен је за споменик културе, као аутентична касносредњовековна целина, највише, нулте категорије чија вредност прелази националне оквире.
Двор Велики Табор је предложен за стављање на листу УНЕСКО-а 2005. године са предлогом да буде проглашен за светску баштину у категорији светска културна баштине.

## Власници и корисници Великог Табора
Власници
Велики Табор је током 500 година постојања променио је многе славне господаре:
- Цељски грофови - били су најутицајнија племићка династија на територији данашње Словеније у позном средњем веку. Уздигли су се као вазали хабсбуршких војвода Штајерске. Владали су грофовијом Цеље као непосредни грофови од 1341. и уздигли су се на ранг кнежева Светог римског царства 1436. Међутим, по мушкој линији су изумрли када је убијен последњи гроф Улрих II Цељски 1456. године.
- Матија Корвин (1458—1490) познат и као Матија  Хуњади (мађ. Mátyás Hunyadi, чеш. Matyáš Hunyadi, лат. Matthias Hunyadi), био је угарски краљ и реформатор (1458—1490), уз то од 1486. године аустријски војвода а од 1469. је полагао право и на чешку краљевску круну, за коју је водио борбе прво са Јиржијем Подјебратским, а онда и са Владиславом II Јагелонским.

- Јанош Корвин (1473—1504), Мађарски племић, славонски војвода (1490-1494) и хрватски бан ("далматинско-хрватски и славонски") 1495 - 1498 и 1499 - 1504.[5]
- Породица Раткај - хрватска племићка породица пореклом из северне Мађарске из града Ratkha на реци Сајо, након чега је, према топониму имања, добило име de Ratkha, а потом и Rattkay.[6]
- Отон Ивековић (17. април 1869, Клањец — 4. јул 1939, Загреб или Велики Табор код Клањца) један од најистакнутијих хрватских сликара у време Аустроугарске, унутар Краљевине Хрватске и Славоније, и касније у време Краљевине Југославије.[2]

- Бивши власници и градитељи Великог Табора
- Фредерик II Цељски
- Матија Корвин
- Јанош Корвин
- Петар II Раткај
- Отон Ивековић

Корисници
Музеји Хрватског загорја данас користи и управља ужим градским језгром Великог Табора и бастионом, док су остали делови спољашњег прстена у приватном власништву.

## Положај и опис дворског комплекса
Двор Велики Табор смештен је у северозападном делу Хрватског Загорја, на 333 м надморске висине, на издуженом гребену брда Хум Кошнићки, на адреси Хум Кошнићки 11, изнад насеља Десинић седишту општине, недалеко од Сутле у Крапинско-загорској жупанији, Хрватска. До територијалне реорганизације у Хрватској налазио се у саставу бивше велике општине Преграда.
Смештен у живописном брдовитом пејзажу, Велики Табор је од давнина у саставу природне државне границе између хрватско-угарског и аустријског дела Царства, а данас граници са Европском унијом.
Велики Табор се по просторној организацији и архитектонском склопа сврстава у категорију касносредњовековних племићких градова, чија је функција доградњама током 17. и 18. века прилагођавана потребама његових власника за конфорнијим и безбеднијим становањем.
Великотаборски комплекс се састоји из два дела:
- Уже градско језгро.
- Спољашњи обрамбени престен.

### Уже градско језгро
Најстарији део Града је средишњи Палас, петеоугаона зграда касноготичких стилских карактеристика. Неки аутори називају Палас са петороугаоном кулом или стамбеном кулом. Палас је у почетку био самостална двоспратана зграда која је служила за смештај и становање, али и за одбрану, дакле била је стамбени објект с фортификацијским карактеристикама.
У најранијој фази палас је био ограђен само слабијим зидом или палисадом, без прстена са полукружним кулама. Окруживање средишње зграде започело је подизањем двију западних кула, а након тога су подигнуте јужна и највећа источна кула и утврђена градска врата на северној страни склопа. Иако грађене у двее фазе, четири полукружне куле око Паласа имају јединствену обликовну и функционалну концепцију.
Полигонални кастел, организован централно, састоји се од ограде са четири велике куле у облику потковице повезане зидовима завеса и централне петоугаоне конструкције - „замка“, који је доминантни елемент комплекса смештен источно од платоа окружен спољним одбрамбеним зидом. Према катастарској карти из 1861. године цела зараван је била ограђена зидом. Улаз у град са запада бранила је кула. Највећа источна кула била од почетка одређена за тешке топове, што доказују отвори којих на осталим кулама нема. Поред зида са унутрашње стране налазило се још неколико кула и стаја прислоњених уза зид. На источном крају заравни, унутар зида, била је смештено утврђење. Спољашњег зида и куле данас више нема, само се назиру њихови остаци.
Робусне масе кастела прекривене су стрмим крововима. Спољна страна ободног зида има три зоне: доњу или косе темеље који се завршавају кордоном, средњу која одговара растерећењу напрезања и горњу зону првог и другог спрата са троструким каменим конзолама.
У унутрашњем дворишту, на три спрата, налазе се галерије са зиданим луковима, осим у његовом западном делу на једном спрату, где је галерија направљена од дрвета. Оштри угао централне конструкције петоугаоне равни окренут је ка западу. На први спрат улази се са јужне стране, преко трема моста који води до аркадног трема. Простор првог спрата подељен је дебљим зидовима на три велике собе, док слабији зидови одвајају на североисточној страни простор степеница које воде на други спрат, а северозападна соба подељена је на више мањих просторија. Једина надсвођена соба је северозападна, у којој се налази бачвасти свод са сусводницама.
Кастел је грађен од полуобликованих камена са урезаним детаљима. Камени стубови аркада, носачи врата и прозора и пластични елементи су различитих стилова, од готике, преко ренесансе до барока. Из ових периода сачувани су важни остаци архитектонских елемената осликаних на фасадама замка и на галерији околног зида.

### Спољашњи одбрамбени престен
Спољни одбрамбени зид сачуван је на јужној и источној страни, док су на северној страни само археолошки остаци. У југозападном углу платоа изграђен је петоугаони бастион покривен кровом за контролу приступа.
Фасада подељена на одређеној висини кордоном изграђена је од опеке и углова од сеченог камена.
Између бастиона и замка, у јужном делу одбрамбеног зида, налази се стамбена и пољопривредна зграда саграђена у 18. веку.
Данас је спољашњи обрамбени зид великим делом присутан само у археолошкој равни. Један део зида је сачуван између бастиона и економских зграда, међутим крајем 2010. године и тај сдо се почео урушавати низ брег.
На југозападној страни спољашњег одбрамбеног прстена смештен је ренесансни бастион који се по први пут спомиње у исправи из 1597. године као „утврђено место уз градска врата“. Опремљен бројним артиљеријским местима, бастион је штитио прилаз ужој градскм језгру. Бастион представља једну од најважнијих ренесансних доградњи у Великом Табору. Западно од бастиона у склопу спољашњег прстена био је смештен главни улаз у спољшње двориште Великотаборског комплекса.
Приступни пут пролазила је кроз приземље правоугаоне улазне куле и води све до ужег градског језгра.
У склопу спољашњег прстена биле су смештене и две стражарнице – куле, северна према шуми, а јужна испод саме уже градске језгра. Уз јужну стражарницу у документима се спомиње и споредни улаз у град.

## Фазе у развоју Великог Табора

### Од 1502. до 1507.
Најстарија грађевина у склопу града настала у касноготичком периоду је средишња петороугаона зграда, која је по својим карактеристикама припада касној готици, што није случај са осталим деловима великотаборског комплекса. Како је ова петероугаона зграда неправилна (супротни зидови нису паралелни, нити једнако дуги) мало је вероватно да је таква грађевина настала пројектовањем у одређеним мерним јединицама средњовековног система мерења (париски, бечки).
Како грађевина није била опасана заштитним бедемом, развој утврђеног комплекса сводио се само на Велики Табор који је имао прозоре са одбрамбеном улогом, за дејство стрелаца по нападачу. Цело двориште око средишње зграде заправо је насипан и вештачки заравњен терен. Како су прозори у приземљу у више нивоа то указује да се тло некада уздизало од запада према истоку па су прозори били намењени стрелцима за осматрање и одбрану прилазнога пута, што доказује да је средишња зграда некада стајала самостално, без одбрамбеног зида.
Како је ова петороугона зграда некада била директно изложена непријатељској паљби, власници су одлучили да саграде одбрамбени систем, у виду спољашњег зида који би окружио цели плато.
До изградње одбрамбеног зида претпоставља се да је функцију заштите вршила палисада, и обрамбени појас који се поклапао с током ивићног слабијег зида што је приказану у документима из 1782. и на катастарској карти из 1861. године.
Средишњу петороугаону зграду у литератури неки називају кулом, међутим она је по својим димензијама, величини и намени простора била касноготичка претежно стамбена зграда. Њој фортификацијске карактеристике даје у првом реду троугласти део, који је оштрим ивицама усмерен према западу.
Нерешено питање зграде је трећи спрат односно постојање тог спрата у изворном облику. Данас се између првог и спрата на неким местима виде дрвене греде, које су носиле кровну конструкцију, или можда делове дрвеног спрата. Дебели зидови деле први и други спрат на три собе, велику правоугаону источну и две мање, неправилног изгледа, западне. Једини надсвођени простор на спратовима је соба на првом спрату, чији свод има карактеристике барока, што значи да је изведен накнадно.
У приземље се улазило на источној страни на месту данашњег улаза, а из приземља се могло степеништем кроз свод стићи на спратове. Степениште које ја започињало у приземљу повезивало је са унутрашње стране све етаже зграде, а налазило се у северозападном углу велики соба на оба спрата.
Улазна врата била су ужа (не двокрилна као данас). Северозападна страна зграде имала је једну прозорску целину (данас су ту велики прозори), а југозападна осим прозора за стрелце у приземљу зграде није било отвора. Остале фасадне стране, северна, источна и јужна, имале су отворе по да у оси. На источној фасади у другој оси су по два велика готичка прозора која су некада имала капке.
Град овакве концепције настао је у раздобљу од 1502. до 1507. године.

### Средина 16. века
Ова фаза у развоју града назива се и ренесансном. Она је у изледу града са прстеном и полукружним кулама, била велики грађевински подухват са циљем да се средишња зграда окружи и заштити системом грађевина, односно озиданим прстеном са четири полукружне куле и улазним трактом. Овим просторним изменама у фортификацијском смислу извршено је пребацивање система обране са зграде на одбрамбени прстен, чиме се желела постићи већа ефикасност одбране.
Чињеница да је градња почела подизањем две кула на западној страни, потврђује да је с те стране претила највећа опасност, мада висина ободне градње није била таква да би средишња зграда била сасвим заклоњена. Претпоставља се да је зграду, односно двориште око ње опасавао неки слабији зид као привремена заштита до наставка градње, јер није било смисла да зграду с једне стране бране те две куле, а да други приступ није одбрамбен.
Великотаборске куле по свом облику биле су типичне за такву врсту градњу у 16. веку. Подножје кула је укошено. За то постоје два разлога:
- тако се постизало да оно што буде бачено на куле ( врућа вода, смола) са кула буде одбијено на нападача који стоји пред кулом;
- спречавало се и поткапање и минирање зида (барутом), чије оштећивање није утицало на стабилност носивога зида.

Укошено подножје завршавало је кордонским венцем полукружног профила, а над њим се налази зона приземља с по три артиљеријске отвора.
Ове две куле подигнуте су у својем данашњем изгледуу и величини, а нису накнадно дограђиване или битно мењане. На северозападној кули, на кордонском венцу, налазе се клесарски знакови. То је једина кула на којој се тако нешто може наћи, а на једном блоку венаца налази се грб, испод кога је пролазио прилазни пут на градском вратима, па они који су пролазили угледали би грб који је по изгледу угарски, јер је порекло племићке породице Раткај Угарско, која се након добијања Малог Табора 1502. године преселила у овај дворац. О градњи првих двеју кула великотаборског прстена нису сачувани никакви подаци, а не знај се ни године градње.
Иако ове две куле представљају типичне ренесансне фортификацијске грађевине, оне и у првом западном и преосталом делу прстена имају готичке оквире око прозора и врата. Наставком градње средишња зграда је окружена фортификацијским прстеном који је добио прилично данашњи облик.
Другачије стање је било на северној страни, код улаза у град. Улазни простор био је за један травеј краћи него данас, а главна врата на месту садашњег пролаза између првог и другог травеја. У првобитном стању улазни тракт као такав вероватно није постојао. Доказ да је паралелни унутрашњи зид са великим готичким вратима касније саграђен уочава се на северозападном углу источне куле. Ту се у зиду куле налази прозор који је некада осветљавао приземље куле, а могао је служити и као пушкарница. Прозор је накнадно зазидан. Потврду да су данашњи спољашњи зидови на северној страни део единствене концепције ренесансног окруживања уочавају се у остацима кордонског венца.
Први спрат јужне куле врло је занимљив зато што није касније преименован за становање попут простора других кула пробијањем великих прозора, већ је задржао првобитан распоред пушкарница и малих прозора. Прва кула је била је нижа за један спрат него данас.
Источна, највећа кула била је од почетка двоспратна, надвисујући преостале три. Конзолни појас виши је него код других. Зазидана велика врата у југозападном делу куле која су била адекватна вратима на северозападу сведоче да је приземље некада имало два широка улаза, на основу којих се закључује да је имала економску намену. Цели улазни тракт имао је дрвене ступенице које су се ослањале на гредама.
Оваква концепција града настала је вероватно око средине 16. века.

### Друга половина 16. и почетак 17. века
Овај период карактерише ренесансне доградња, за коју је симболична бифора на другом спрату јужне фасаде средишње зграде, у којој је избијање прозора било типично за ренесансни дух, односно повезивање с пејсажом. Бифора је уоквирена једноставном профилацијом, проширена је профилацијама прозорске сокле и венаца, с извијеним С-профилима, сличним шкољкама, средишњим стубићем, и помало рустично изведеном розетом.
У овом раздобљу саграђени су и двоспратни (приземље и први спрат) аркадни тремови на три стране источног дворишта. Аркадне тремове на том источном, већем делу дворишта, симболизиују витки тоскански стубови, кратких интерколумнија, и готово полукружни лукова. Вратови стубова на источном тракту шире се према горе, док су они у северном делу ваљкасти и приметно нижи.
У средишњој згради пробијена су врата на јужној фасади за улаз на први спрат, а имају ренесансни оквир и венац. Изграђена су такође и два спољна степеништа и петороугани бастион на западном рубу платоа, ради лакшег југозападног прилаза комплексу. Други спрат петерооугаоне зграде изворно је претворен у две овеће дворане.
Овакав концепт града формирао се од половине 16. века до почетка 17. века

### 17. и 18. век
Овај период карактерише барокна фаза доградње, у току које надсвођен северозападни простор првом спрату средишње зграде. Подигнут је други спрат улазнога тракта, повишена је источна кула, а саграђен је други спрат камених аркада.
У дворишту је подигнута данашња економска зграда на платоу.
Куле су пробијањем већих прозора и спољним ложењем прилагођене за становнике. Постављена је и капела у јужној кули. Саграђен је мост-трем који води према средишњој згради.
У раздобљу зрелог барока у 18. веку несумњиво долази до пренамене неких просторија градског језгра, а полукружне куле преуређене су за становнике. Сви прозори имају непрофилисане камене оквире, а нише сежу до пода.

### 19. и 20. век
Доградња улазног тракта и друге преправке у 19. веку односиле су се на продуљен тракта према западу. Старији део добио је кружни свод, а саграђено је и ново степениште у средишњој згради. На сва три спрат подигнути су и нови зидови, који су одвајали простор комуникације од највеће, источне дворане.
Ново степениште које је било дрвено, у 20. веку замењено је бетонским. Саграђен је и дрвени торњић са звоном и сатом у јужној кули.
У 20. веку уграђени су санитарни чворови, оставе, а танким зидовима преграђене су веће просторије у мање.

## Галерија
- Источни зид Великог Табора
- Двориште дворца
- Велики Табор – део зида
- Велики Табор
- Велики Табор
- Велики Табор
- Велики Табор
- Велики Табор
- Велики Табор – део зида са грбовима
- Велики Табор